# Kommando Führungsunterstützung und Cyber Defence

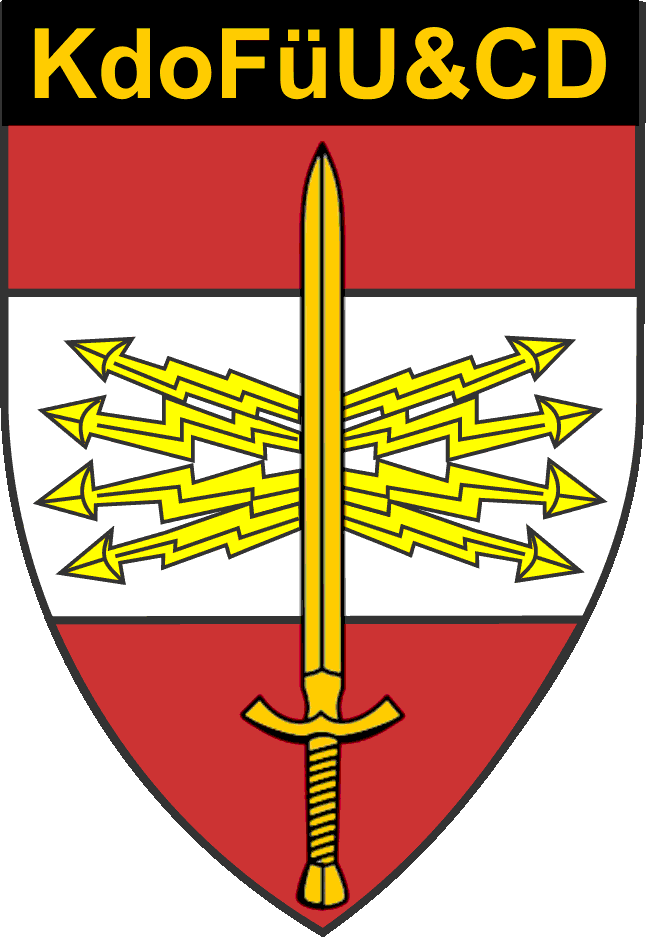
Kommando Führungsunterstützung und Cyber Defence

Das Kommando Führungsunterstützung & Cyber Defence (KdoFüU&CD) war von 2017 bis 2019 eine der drei Teilstreitkräfte des Österreichischen Bundesheeres, sowie eines von vier Kommanden der oberen Führung direkt dem Bundesministerium für Landesverteidigung (BMLV) nachgeordnet. Es war verantwortlich für:
- die Sicherstellung der Führungsunterstützungskräfte und Führungsunterstützungs-Mittel (inklusive Militärischem Geowesen und Militärischer Meteorologie) für die Einsatz- und Übungserfordernisse im In- und Ausland
- Einbringen von Führungsunterstützungsleistungen und -reaktionskräften (inkl. Kräfte der Elektronischen Kampfführung [EloKa]) für die Einsätze des Österreichischen Bundesheeres
- Betreiben des Lagezentrums KdoFüU&CD und Bereitstellung des Lagebildes Führungsunterstützungs-, Cyber- und IKT-Services als Beitrag für das Gesamtlagebild BMLVS
- die „Cyber Verteidigung“ bis hin zur operationellen Führung einer Abwehroperation im Cyber-Raum im Einsatzfall „Militärische Landesverteidigung im Cyber Raum“
- Bereitstellung der IKT-Services und IKT-Systeme des Österreichischen Bundesheeres
- Sicherstellung der Aus-, Fort- und Weiterbildung im Fachbereich Führungsunterstützung und Informations- und Kommunikationstechnologie

## Struktur
Das Kommando Führungsunterstützung & Cyber Defence gliederte sich in:
- Kommando und Stab (virtuelle Organisation)
- Institut für Militärisches Geowesen
- Bereich Applikationen
  - Organisations- und Logistikapplikationen
  - Personal-Applikationen
  - Einsatzorientierte Applikationen
  - Bauwesen-Applikationen
  - Informationsmanagement- und Büroautomation-Applikationen
- Bereich IKT-Technik
  - Kommunikation
  - Hardware und Systemsoftware
  - Technische Querschnittsaufgaben
- Bereich IKT-Betrieb
  - IKT-Sicherheit, Frequenzen und Schlüsselwesen
  - Betriebsführung
  - Benutzerbetreuung
- Zentrum für IKT- und Cybersicherheit
  - Cyber Sicherheitsmanagement
  - Sicherheitskonzepte & INFOSEC Authority
  - Cyber Security Operations
  - Cyber Security Engineering,
  - Electronic Warfare Operational Support Center
- Führungsunterstützungsschule
- Führungsunterstützungsbataillon 1
- Führungsunterstützungsbataillon 2

## Dislokation
Das KdoFüU&CD war mit dem Kommando und großen Bereichen im
- Amtsgebäude Stiftgasse (Stiftkaserne)

in Wien untergebracht.
Weitere Teile des KdoFüU&CD in Wien waren in folgenden Liegenschaften disloziert:
- Kommandogebäude Heckenast-Burian
- Starhemberg-Kaserne
- Militärische Liegenschaft Breitensee
- Amtsgebäude BMLV (Rossauer Kaserne)

Weitere Teile des KdoFüU&CD in den Bundesländern:
- Kommandogebäude Feldmarschall Hess (Niederösterreich)
- Fliegerhorst Hinterstoisser, Belgier-Kaserne (Steiermark)
- Windisch-Kaserne, Lutschounig-Kaserne (Kärnten)
- Amtsgebäude Steiner (früher FM Conrad) (Tirol)
- Schwarzenbergkaserne, Krobatin-Kaserne (Salzburg)
- Amtsgebäude Garnisonstraße (Oberösterreich)

## Geschichte
Die Vorgänger-Organisationen der Jahre 1962 bis 2016 sind im Artikel Führungsunterstützungszentrum beschrieben.
Das Kommando Führungsunterstützung & Cyber Defence wurde am 1. Jänner 2017 mit der Umbenennung des Führungsunterstützungszentrums und der truppendienstlichen Unterstellung des Führungsunterstützungsbataillons 1 und Führungsunterstützungsbataillons 2 aufgestellt.
Am 1. April 2019 wurde im Rahmen der Einnahme der Heeresgliederung 2019 die virtuelle Organisation von Kommando und Stab des KdoFüU&CD aufgelöst, die Führungsunterstützungsbataillone 1 und 2 dem Kommando Streitkräfte unterstellt, und die Führungsunterstützungsschule eigenständig in das Kommando Streitkräftebasis (KdoSKB) eingegliedert. Die verbleibenden Teile wurden als neues Informations-Kommunikations-Technologie und Cybersicherheitszentrum (IKT&CySihZ) direkt dem KdoSKB unterstellt.

### 2017–2019
Kommando Führungsunterstützung und Cyber Defence (KdoFüU&CD)
| Kommandanten des KdoFüU&CD   | von–bis               |
| ---------------------------- | --------------------- |
| Generalmajor Hermann Kaponig | 01.01.2017–31.03.2019 |